# Jeerahalli, Tirthahalli
Jeerahalli là một làng thuộc tehsil Tirthahalli, huyện Shimoga, bang Karnataka, Ấn Độ.